# لایکا ام۴
لایکا ام۴ (به انگلیسی: Leica M4) یک دوربین عکاسی تک‌لنزی بازتابی ۳۵ میلی‌متری ساخت شرکت لایکا است.